# Bransouze (stacja kolejowa)
Bransouze – stacja kolejowa w miejscowości Bransouze, w kraju Wysoczyna, w Czechach Znajduje się na wysokości 430 m n.p.m..
Na stacji istnieje możliwość zakupu biletu i rezerwacji miejsc.

## Linie kolejowe
- 240 Brno – Jihlava